# Kastanjekopboszanger
De kastanjekopboszanger (Phylloscopus castaniceps synoniem: Seicercus castaniceps) is een zangvogel uit de familie Phylloscopidae.

## Verspreiding en leefgebied
Deze soort telt 9 ondersoorten:
- P. c. castaniceps: van de centrale en oostelijke Himalaya tot zuidwestelijk China en westelijk Myanmar.
- P. c. laurentei: uiterst zuidelijk China.
- P. c. sinensis: van centraal en zuidoostelijk China tot noordelijk Indochina.
- P. c. collinsi: oostelijk Myanmar en noordwestelijk Thailand.
- P. c. stresemanni: zuidelijk Laos en zuidwestelijk Cambodja.
- P. c. annamensis: het zuidelijke deel van Centraal-Vietnam.
- P. c. youngi: Thailand (schiereiland Malakka).
- P. c. butleri: West- Maleisië.(schiereiland Malakka).
- P. c. muelleri: Sumatra.